# Laurelia novae-zelandiae
Laurelia novae-zelandiae (Maori: pukatea) is een plantensoort uit de familie Atherospermataceae. Het is een grote maar langzaam groeiende, groenblijvende boom die een groeihoogte kan bereiken tot 30 meter of zelfs meer. De boom heeft grote uitstekende wortellijsten.
De soort komt voor in Nieuw-Zeeland, zowel op het Noordereiland als op het Zuidereiland. Hij groeit daar in semi-moerasbossen in laaglandgebieden en beboste bergkloven.

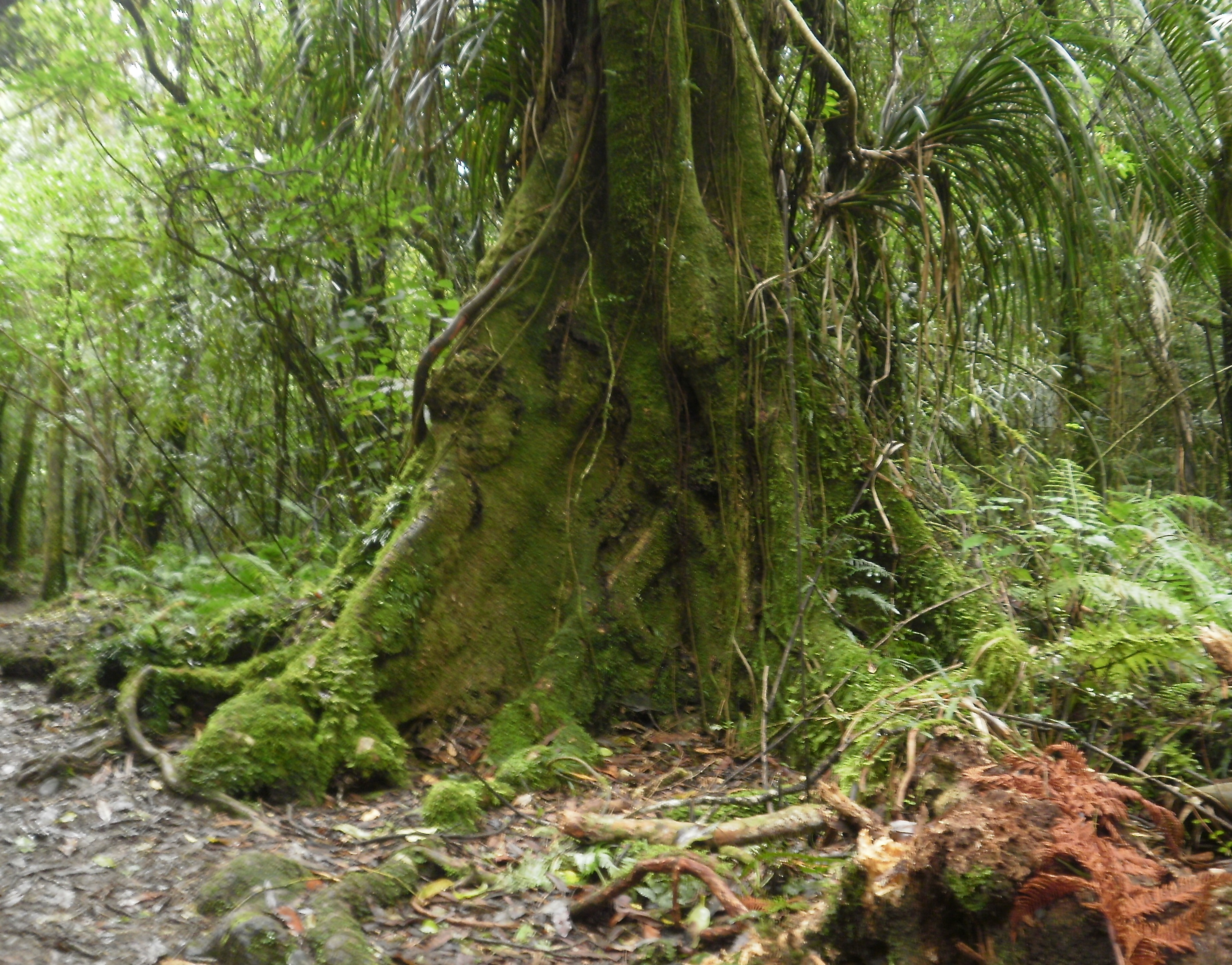
Boomstam met wortellijsten